# Niantic (baleinier)
Pour les articles homonymes, voir Niantic.
Le Niantic est un navire construit en 1835 au Connecticut, servant d'abord à la route commerciale entre l'Amérique et la Chine, avant de devenir un baleinier. En 1849, lors de la ruée vers l'or en Californie, il emmène des chercheurs d'or à San Francisco. Il est ensuite échoué dans la baie et transformé en magasin. Le magasin est détruit dans le grand incendie de 1851, et à son emplacement est construit un hôtel, qui brûle à son tour en 1872,.